# Yutaka Toyama
Sensei Yutaka Toyama (富山 豊, Toyama Yutaka), 9e dan de karaté wado-ryu, est né à Tokyo le 30 janvier 1938. Il est diplômé en droit de l'Université Nihon.

## Biographie
Maître Toyama est un élève direct de maître Hironori Ōtsuka, fondateur du style wado-ryu. Il a d'abord été invité en Europe en 1965 par la fédération allemande de karaté. En 1968, il a enseigné en Italie, dont il fut entraîneur national en 1973. Il est devenu directeur de la Fédération Wado-Ryu Karate-do japonaise en 1982. En 1983, il devient conseiller du secteur Hongrie fédération Wado-Kai. De retour au Japon en 1986, il commencera à travailler pour Jin Corporation dont il est deviendra le directeur général en 1990.

## Propagation du wado-ryu
Jusque dans les années 1960, le karaté Wado Ryu (ainsi que les arts martiaux en général), était resté sur les petites îles du Japon. Il était à peine connu en dehors de l'Orient. Cela allait bientôt changer. Maître Hironori Ōtsuka, dont les premiers étudiants furent : M. Mochizuki, T. Kono, T. Suzuki, A. Yamashita et Y. Toyama, leur confia, en 1963, la mission de transmettre et de divulguer le Wado-Ryu en Europe.